# Семис

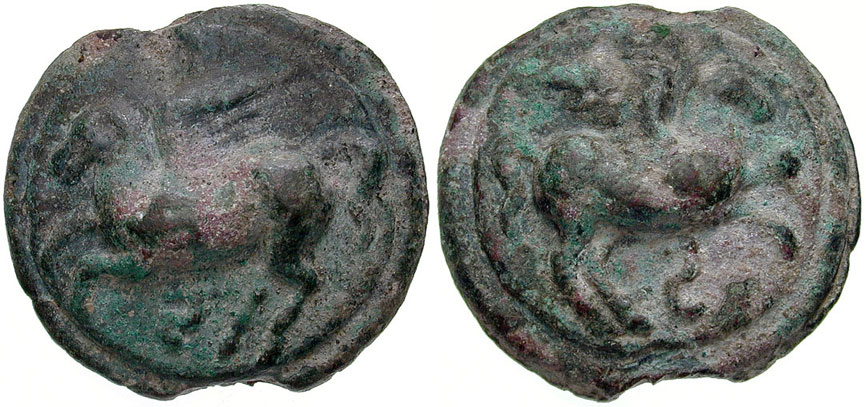
Семис

Семис (лат. semis) — римская бронзовая монета, равная ½ асса или 6 унциям. Символ семиса — латинская буква S. На некоторых монетах был отчеканен бюст Сатурна.
Первоначально литая монета, как и остальные римские республиканские бронзовые монеты, семис был извлечён из обращения незадолго до Второй Пунической войны (218—204 годы до н. э.).
Во времена Римской империи семис (или семисс) — золотая монета, равная 1⁄2 ауреуса. При императоре Октавиане Августе золотой семис весил 4,59 грамма. При Флавиях его вес составлял 3,27 грамма. При Антонинах вес семиса увеличивается до 3,7 грамма. Он перестал чеканиться ко времени правления Адриана (117—138 годы н. э.).
В Византийской империи золотой семис (или семиссис) был равен 1⁄2 солида.

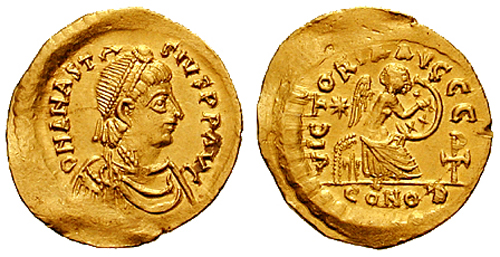
Семисис Анастасия I, 491-518 гг.